# Palazzo Arcivescovile (Palermo)

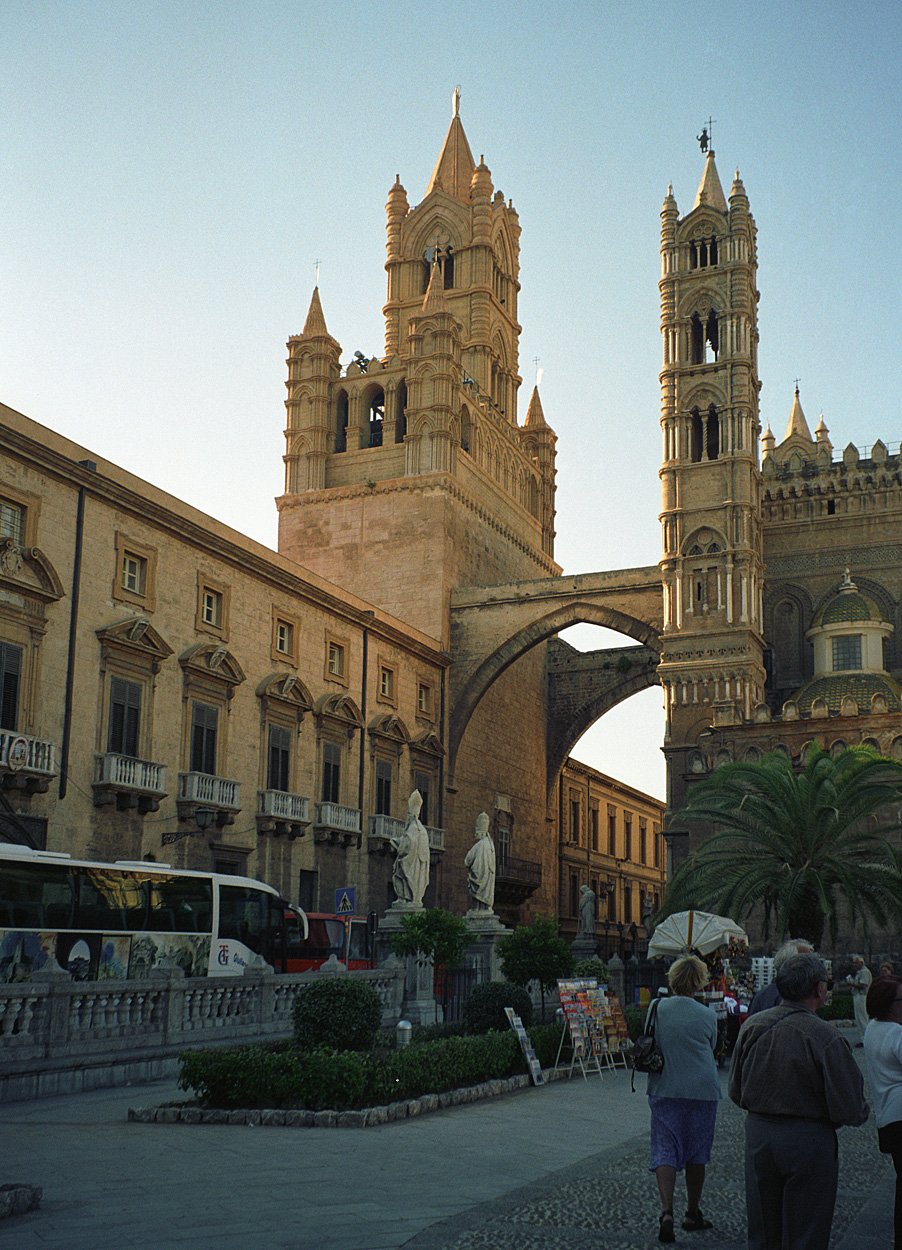
Fassade des Erzbischöflichen Palais mit Westwerk der Kathedrale

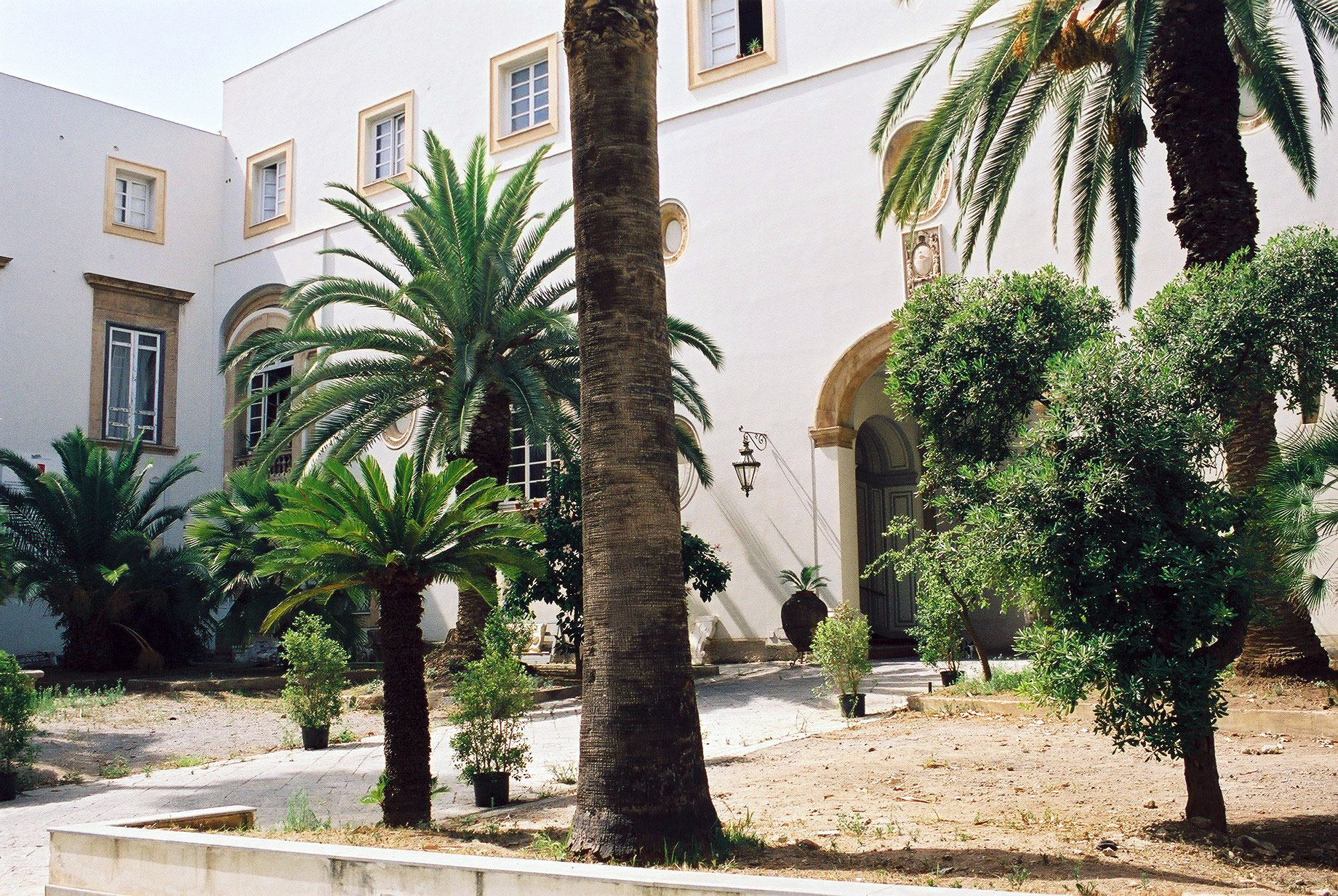
Innenhof des Erzbischöflichen Palais

Der Palazzo Arcivescovile (das Erzbischöfliche Palais) von Palermo ist die Bischofsresidenz des Erzbischofs von Palermo. In dem weitläufigen Baukomplex sind auch das Seminar und das Diözesanmuseum untergebracht. Das Palais liegt an der Ecke Corso Vittorio Emanuele und Via Matteo Bonello gegenüber dem Vorplatz der Kathedrale von Palermo, also zwischen der Kathedrale und dem Normannenpalast.
Im Mittelalter lag der Bischofspalast neben den Apsiden der Kathedrale. Im 15. Jahrhundert wurde der Palazzo an der jetzigen Stelle neu errichtet. In der zweiten Hälfte des 18. Jahrhunderts wurde das Erzbischöfliche Palais mit dem im 16. Jahrhundert an der Piazza Vittoria erbauten Seminargebäude zu einem einzigen Gebäude vereinigt.
Aus dem 15. Jahrhundert sind noch das Hauptportal und ein durch zwei Säulen dreigeteiltes Fenster erhalten. Das Äußere des Palazzo wurde im 16. bis 18. Jahrhundert mehrmals verändert.